# Max Ilgner

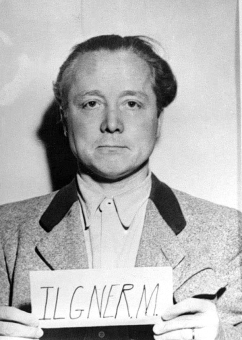
Max Ilgner während der Nürnberger Prozesse

Max Ilgner (* 28. Juni 1899 in Biebesheim; † 28. März 1966 in Schwetzingen) war Vorstandsmitglied der I.G. Farben und Wehrwirtschaftsführer.

## Leben
Der Sohn des Sekretariatsleiters bei BASF besuchte die Schule in Düsseldorf und trat 1913 in die Hauptkadettenanstalt Lichterfelde bei Berlin ein. 1918 – noch kurz vor Ende des Ersten Weltkrieges – wurde er an die Front abkommandiert. Ilgner begann 1919 Chemie, Hüttenkunde, Rechtswissenschaft und Nationalökonomie in Berlin-Charlottenburg und Frankfurt am Main zu studieren; in Frankfurt war er Mitglied des Corps Austria. 1923 erfolgte seine Promotion. Parallel zum Studium absolvierte er eine kaufmännische und eine Bankausbildung.
Von 1923 bis 1924 war er in Stockholm tätig. Er war später mit einer Schwedin verheiratet, das Ehepaar hatte drei Kinder.
Illgner wurde 1924 Leiter und Prokurist des Einkaufs beim Chemieunternehmen Cassella. Ein Jahr später (1925) – Ilgner war bereits Direktor – ging das Unternehmen im I.G.-Farben-Konzern auf. 1926 war Ilgner Prokurist bei der neugegründeten I.G. Farben und dort 1934 Geschäftsführer des Ammoniakwerkes in Merseburg. Seit 1933 gehörte er zum sogenannten F-Kreis. Bei der I.G. Farben war Illgner ab 1934 stellvertretendes und ab 1938 ordentliches Vorstandsmitglied. Ab 1935/1936 war er stellvertretender Vorsitzender des Mitteleuropäischen Wirtschaftstages und nach Aussage dessen Leiters und Krupp-Stellvertreters Wilmowsky dort sehr umtriebig.
Am 18. November 1937 beantragte er die Aufnahme in die NSDAP und wurde rückwirkend zum 1. Mai desselben Jahres aufgenommen (Mitgliedsnummer 5.382.346); gleichzeitig wurde er Mitglied der DAF. Ab 1938 fungierte er als Wehrwirtschaftsführer.
1939 erfolgte Ilgners Ernennung zum Geschäftsführer der Bunawerke in Schkopau. In den kommenden Jahren wurde er Mitglied in mehreren Aufsichts- und Verwaltungsräten, unter anderem des „Südostausschusses der Reichsgruppe Industrie“ sowie des „Arbeitskreises für Reichswirtschaftsfragen“. Beide Gruppen unterstanden dem Reichswirtschaftsministerium. Als Leiter der Zentralfinanzverwaltung der I.G. Farben war Ilgner Verbindungsmann zu einer Reihe von Ministerien. Auch beteiligte er sich an der finanziellen Ausbeutung von Chemiebetrieben in den besetzten Gebieten.
Bereits 1945 wurde Ilgner durch die US-Army verhaftet und später vor Gericht gestellt. Wegen seiner Tätigkeit in Norwegen verurteilte ihn 1948 der VI. US-Militärgerichtshof in Nürnberg im I.G.-Farben-Prozess unter dem Anklagepunkt „Plünderung und Raub“ zu einer Freiheitsstrafe von drei Jahren.
Nach seiner vorzeitigen Entlassung 1948 übernahm Ilgner im Auftrag der Evangelischen Kirche Deutschlands und der westfälischen Landeskirche die Planung und Oberaufsicht der Flüchtlingsstadt Espelkamp, wo eine Straße nach ihm benannt ist. Auch gründete er 1952 die „Internationale Gesellschaft für Christlichen Aufbau“. 1955 konnte er in seinem alten Metier Fuß fassen, als er den Vorsitz einer schweizerisch/niederländischen Chemiefirmengruppe übernahm. Ilgner, Neffe von Hermann Schmitz trat 1961 in den Ruhestand und verstarb im März 1966.